# Poliedru snub
În geometrie un poliedru snub este un poliedru obținut prin efectuarea unei operații snub: alternare a poliedrul omnitrunchiat sau trunchiat corespunzător, în funcție de definiție. Unii autori, dar nu toți, includ antiprismele între poliedrele snub deoarece acestea sunt obținute prin această construcție dintr-un „poliedru” degenerat cu doar două fețe (un diedru).
Poliedrele snub chirale nu au întotdeauna simetrie de reflexie, prin urmare uneori au două forme enantiomorfe („stângi” și „drepte”) care sunt reflectări una a celeilalte. Grupurile de simetrie ale acestora sunt toate grupuri punctuale⁠(d).
De exemplu, cubul snub:
|  |  |

Poliedrele snub au simbolul Wythoff | p q r și, prin extensie, configurația vârfurilor 3.p.3.q.3.r. Poliedrele retrosnub (o submulțime a poliedrelor snub, care conține marele icosaedru, micul icosicosidodecaedru retrosnub și marele icosidodecaedru retrosnub) au această formă de simbol Wythoff, dar configurațiile vârfurilor lor sunt {\displaystyle {\frac {(3.-p.3.-q.3.-r)}{2}}.}

## Lista poliedrelor snub

### Uniforme
Există 12 poliedre uniforme, fără să cuprindă antiprismele, icosaedrul ca tetraedru snub, marele icosaedru ca tetraedru retrosnub și marele dirombidodecaedru disnub, cunoscut și sub numele de figura lui Skilling.
Când triunghiul Schwarz al poliedrului snub este isoscel, poliedrul snub nu este chiral. Acesta este cazul antiprismelor, al icosaedrului, al marelui icosaedru, al micului icosicosidodecaedru snub și al micului icosicosidodecaedru retrosnub.
În imaginile derivate snub (care arată un poliedru snub distorsionat, identic topologic cu versiunea uniformă, ajuns la alternarea geometrică a poliedrului omnitruncat uniform părinte) unde verdele nu este prezent, fețele derivate din alternare sunt colorate în roșu și galben, în timp ce triunghiurile snub sunt albastre. Acolo unde verdele este prezent (numai pentru icosidodecadodecaedrul snub și marele dodecicosidodecaedru snub), fețele derivate din alternări sunt roșii, galbene și albastre, în timp ce triunghiurile snub sunt verzi.
| Poliedru snub                            | Imagine | Poliedrul omnitrunchiat original                       | Imagine | Dervatul snub | Grup de simetrie | Simbol Wythoff Configurația vârfului                       |
| ---------------------------------------- | ------- | ------------------------------------------------------ | ------- | ------------- | ---------------- | ---------------------------------------------------------- |
| Icosaedru (tetraedru snub)               |         | Octaedru trunchiat                                     |         |               | Ih (Th)          | \| 3 3 2 3.3.3.3.3                                         |
| Marele icosaedru (tetraedru retrosnub)   |         | Octaedru trunchiat                                     |         |               | Ih (Th)          | \| 2 3/2 3/2 (3.3.3.3.3)/2                                 |
| Cub snub sau cuboctaedru snub            |         | Cuboctaedru trunchiat                                  |         |               | O                | \| 4 3 2 3.3.3.3.4                                         |
| Dodecaedru snub sau icosidodecaedru snub |         | Icosidodecaedru trunchiat                              |         |               | I                | \| 5 3 2 3.3.3.3.5                                         |
| Micul icosicosidodecaedru snub           |         | Icosaedru trunchiat dublu acoperit                     |         |               | Ih               | \| 3 3 5/2 3.3.3.3.3.5/2                                   |
| Dodecadodecaedru snub                    |         | Micul rombidodecaedru cu 12{10/2} fețe suplimentare    |         |               | I                | \| 5 5/2 2 3.3.5/2.3.5                                     |
| Icosidodecadodecaedru snub               |         | Dodecadodecaedru icositrunchiat                        |         |               | I                | \| 5 3 5/3 3.5/3.3.3.3.5                                   |
| Marele icosidodecaedru snub              |         | Rombicosaedru cu 12{10/2} fețe suplimentare            |         |               | I                | \| 3 5/2 2 3.3.5/2.3.3                                     |
| Dodecadodecaedru snub inversat           |         | Dodecadodecaedru trunchiat                             |         |               | I                | \| 5 2 5/3 3.5/3.3.3.3.5                                   |
| Marele dodecicosidodecaedru snub         |         | Marele dodecicosaedru cu 12{10/2} fețe suplimentare    |         | —             | I                | \| 3 5/2 5/3 3.5/3.3.5/2.3.3                               |
| Marele icosidodecaedru snub inversat     |         | Marele icosidodecaedru trunchiat                       |         |               | I                | \| 3 2 5/3 3.5/3.3.3.3                                     |
| Micul icosicosidodecaedru retrosnub      |         | Icosaedru trunchiat dublu acoperit                     |         | —             | Ih               | \| 5/2 3/2 3/2 (3.3.3.3.3.5/2)/2                           |
| Marele icosidodecaedru retrosnub         |         | Marele rombidodecaedru cu 20{6/2} de fețe suplimentare |         | —             | I                | \| 2 5/3 /2 (3.3.3.5/2.3)/2                                |
| Marele dirombicosidodecaedru             |         | —                                                      | —       | —             | Ih               | \| 3/2 5/3 3 5/2 (4.3/2.4.5/3.4.3.4.5/2)/2                 |
| Marele dirombidodecaedru disnub          |         | —                                                      | —       | —             | Ih               | \| (3/2) 5/3 (3) 5/2 (3/2.3/2.3/2.4.5/3.4.3.3.3.4.5/2.4)/2 |

Note
- Icosaedrul, cubul snub și dodecaedrul snub sunt singurele trei poliedre convexe. Ele sunt obținute prin aplicarea operației snub asupra octaedrului trunchiat, a cuboctaedrului trunchiat și a icosidodecaedrului trunchiat – cele trei poliedre cvasiregulate trunchiate convexe.
- Singurul poliedru snub chiral cu simetrie octaedrică este cubul snub.
- Numai icosaedrul și marele icosaedru sunt poliedre regulate. Ele sunt, de asemenea, deltaedre.
- Numai icosaedrul, marele icosaedru, micul icosicosidodecaedru snub, micul icosicosidodecaedrul retrosnub, marele dirombicosidodecaedru și marele dirombidodecaedru snub au simetrii de reflexie.

Mai există și mulțimea infinită de antiprisme. Ele sunt formate din prisme, care sunt hosoedre trunchiate, poliedre regulate degenerate. Cele până la hexagonale sunt enumerate mai jos. În imaginile care prezintă derivatele snub, fețele derivate din alternări (ale bazelor prismelor) sunt colorate în roșu, iar triunghiurile snub sunt colorate în galben. Excepția este tetraedrul, pentru care toate fețele sunt derivate ca triunghiuri snub roșii deoarece alternarea bazelor pătrate ale cubului are ca rezultat fețe digonale degenerate.
| Poliedru snub            | Imagine | Poliedrul omnitrunchiat original   | Imagine | Dervatul snub | Grup de simetrie | Simbol Wythoff Configurația vârfului |
| ------------------------ | ------- | ---------------------------------- | ------- | ------------- | ---------------- | ------------------------------------ |
| Tetraedru                |         | Cub                                |         |               | Td (D2d)         | \| 2 2 2 3.3.3                       |
| Octaedru                 |         | Prismă hexagonală                  |         |               | Oh (D3d)         | \| 3 2 2 3.3.3.3                     |
| Antiprismă pătrată       |         | Prismă octogonală                  |         |               | D4d              | \| 4 2 2 3.4.3.3                     |
| Antiprismă pentagonală   |         | Prismă decagonală                  |         |               | D5d              | \| 5 2 2 3.5.3.3                     |
| Antiprismă pentagramică  |         | Prismă pentagonală dublu acoperită |         |               | D5h              | \| 5/2 2 2 3.5/2.3.3                 |
| Retroprismă pentagramică |         | Prismă decagramică                 |         |               | D5d              | \| 2 2 5/3 3.5/3.3.3                 |
| Antiprismă hexagonală    |         | Prismă dodecagonală                |         |               | D6d              | \| 6 2 2 3.6.3.3                     |

Note
- Două dintre aceste poliedre pot fi construite din primele două poliedre snub din listă, începând cu icosaedrul: antiprisma pentagonală este un icosaedru parabidiminuat, iar retroprisma pentagramică este un mare icosaedru parabidiminuat.

### Neuniforme
Două poliedre Johnson sunt poliedre snub: bisfenoidul snub și antiprisma pătrată snub. Niciunul dintre ele nu este chiral.
| Poliedru snub           | Imagine | Poliedrul original | Imagine | Grup de simetrie |
| ----------------------- | ------- | ------------------ | ------- | ---------------- |
| Bisfenoid snub          |         | Bisfenoid          |         | D2d              |
| Antiprismă pătrată snub |         | Antiprismă pătrată |         | D4d              |